# Gamasellus nivalis
Gamasellus nivalis är en spindeldjursart som beskrevs av Schweizer 1949. Gamasellus nivalis ingår i släktet Gamasellus och familjen Ologamasidae. Inga underarter finns listade i Catalogue of Life.